# Broeders van Sint-Gabriël
De congregatie van de Broeders van Sint-Gabriël (Frans: Frères de l'instruction chrétienne de Saint-Gabriel; Latijn: Institutum Fratrum instructionis christianae a Sancto Gabriele, afkorting SG)
is een katholieke congregatie van lekenbroeders, welke in de 19e eeuw werd afgesplitst van de Montfortanen. In 1853 kreeg de broedercongregatie in Frankrijk erkenning van Napoleon III.
De geschiedenis begint met vier broeders die in 1715 de gelofte aflegden binnen de congregatie van de Montfortanen, welke een paar jaar eerder door Louis-Marie Grignion de Montfort (1643–1716) was gesticht. 
De belangrijkste taakstelling is christelijk onderwijs aan arme kinderen, wezen en fysiek gehandicapten.
De congregatie heeft een lange ervaring in het onderwijs aan blinddoven. 